# Miriam Steever
Miriam Steever, née le 18 juillet 1878 et morte le 19 janvier 1964, est une joueuse de tennis américaine du début du XXe siècle.
Elle s'est illustrée au tournoi de Cincinnati, remportant le simple en 1910.
En double dames, elle a été finaliste à l'US Women's National Championship en 1908.

## Palmarès (partiel)

### Titre en simple dames
| No | Date | Nom et lieu du tournoi            | Catégorie | Surface    | Finaliste          | Score         |  |
| -- | ---- | --------------------------------- | --------- | ---------- | ------------------ | ------------- |  |
| 1  | 1910 | Cincinnati tournament, Cincinnati |           | Dur (ext.) | R. Fairbairn Marty | 4-6, 8-6, 6-0 |  |

### Finales en double dames
| No | Date       | Nom et lieu du tournoi                 | Catégorie | Surface      | Vainqueures                    | Partenaire   | Score         |          |
| -- | ---------- | -------------------------------------- | --------- | ------------ | ------------------------------ | ------------ | ------------- | -------- |
| 1  | 22-06-1908 | US National Championships Philadelphie | G. Chelem | Gazon (ext.) | Evelyn Sears Margaret Curtis   | Carrie Neely | 6-3, 5-7, 9-7 | Parcours |
| 2  | 1910       | Cincinnati tournament Cincinnati       |           | Dur (ext.)   | Martha Kinsey Helen McLaughlin | Jane Craven  | 1-6, 6-4, 6-3 |          |

## Parcours en Grand Chelem (partiel)
Si l’expression « Grand Chelem » désigne classiquement les quatre tournois les plus importants de l’histoire du tennis, elle n'est utilisée pour la première fois qu'en 1933, et n'acquiert la plénitude de son sens que peu à peu à partir des années 1950.

### En double dames
| Année | - | - | Championnat de France | Championnat de France | Wimbledon | Wimbledon | US National         | US National            |
| 1908  | - | - | -                     | -                     | -         | -         | Finale Carrie Neely | Evelyn Sears M. Curtis |

Sous le résultat, la partenaire ; à droite, l’ultime équipe adverse.